# Diego Botín
Diego Botín Sanz de Sautuola Le Chever (* 25. Dezember 1993 in Santander) ist ein spanischer Segler.

## Erfolge
Diego Botín erzielte seinen ersten großen internationalen Erfolg im Jahr 2016, als er mit Iago López in der 49er Jolle in Barcelona Europameister wurde. Die beiden gaben im selben Jahr in Rio de Janeiro ihr Olympiadebüt und beendeten die Regatta auf dem neunten Platz. 2018 wiederholten sie in Gdynia ihren Erfolg von 2016 mit dem zweiten Titelgewinn bei Europameisterschaften. 2019 belegten sie in Weymouth den dritten Platz. Bei Weltmeisterschaften gelang ihnen 2020 in Geelong ihr erster Medaillengewinn mit dem zweiten Platz hinter Peter Burling und Blair Tuke. Bei den 2021 ausgetragenen Olympischen Spielen 2020 in Tokio verpassten Botín und López knapp einen Medaillengewinn. Sie erreichten in der Regatta erneut das abschließende Medal Race, fielen nach einem siebten Platz aber noch aus den Medaillenrängen zurück und beendeten die Regatta auf dem vierten Platz, punktgleich mit Erik Heil und Thomas Plößel, die im Medal Race Zweite wurden. Nach den Spielen lösten Botín und López ihr Team auf. Botín segelte fortan mit Florián Trittel als Teampartner und wurde mit ihm 2022 in Aarhus sogleich Europameister. Darüber hinaus wurden sie 2022 in St. Margarets Bay Vizeweltmeister und beendeten sowohl die Weltmeisterschaften 2023 in Den Haag als auch 2024 in Lanzarote auf dem dritten Platz.
Bei den Olympischen Spielen 2024 in Paris gingen Botín und Florián Trittel ebenfalls gemeinsam an den Start. Sie belegten in der Regatta nach den ersten zwölf Wettfahrten den ersten Platz und gingen mit 68 Punkten ins abschließende Medal Race. Dieses beendeten sie ebenfalls auf dem ersten Platz, womit sie mit 70 Punkten Olympiasieger wurden und die Goldmedaille gewann. Die Neuseeländer Isaac McHardie und William McKenzie sicherten sich mit 82 Punkten die Silbermedaille. Dritte wurden die US-Amerikaner Ian Barrows und Hans Henken mit 88 Punkten. Botin und Trittel wurden zum Ende des Jahres von World Sailing als Weltsegler des Jahres 2024 ausgezeichnet.